# Robin Binder
Robin Binder (* 6. Oktober 1994 in Ludwigsburg) ist ein deutscher Fußballspieler. 

## Karriere
Binder spielte im Jugendbereich für den SKV Eglosheim, TSF Ditzingen, FV Löchgau, VfB Stuttgart, SGV Freiberg Fußball und die SpVgg 07 Ludwigsburg, bevor er 2011 zur SG Sonnenhof Großaspach wechselte. Über die zweite Mannschaft schaffte Binder, der auf der rechten Seite sowohl im Mittelfeld als auch in der Abwehr eingesetzt wird, Anfang 2014 den Sprung in die erste Mannschaft. In der Rückrunde der Saison 2013/14 kam er zu neun Einsätzen in der Regionalliga Südwest, die Großaspach als Meister abschloss und sich anschließend auch in den Aufstiegsspielen durchsetzte. Zum Auftakt der Drittligasaison 2014/15 kam Binder gegen Fortuna Köln per Einwechslung zum Einsatz, zog sich dann allerdings noch vor dem nächsten Spieltag Ende Juli einen Kreuzbandriss zu und fiel fast zehn Monate aus. Im Mai 2015 gab er am letzten Spieltag der Saison gegen Arminia Bielefeld sein Comeback. In der Vorbereitung auf die neue Spielzeit erlitt Binder einen Rückschlag, erneut riss sein Kreuzband und es folgte eine weitere Operation. Die Drittligasaison 2015/16 verpasste er komplett. Erst eineinhalb Jahre später kehrte er im November 2016 gegen den 1. FSV Mainz 05 II auf den Rasen zurück. Mit Beginn der Rückrunde der Saison 2016/17 wurde Binder von Eintracht Trier verpflichtet, der Vertrag wurde aber bereits nach einem halben Jahr wieder aufgelöst. Binder schloss sich dann am 31. Januar 2017 dem 1. CfR Pforzheim an. Auch hier blieb er nur sechs Monate und war dann anderthalb Jahre vereinslos, ehe ihn im Januar 2019 der Amateurverein Aramäer Heilbronn verpflichtete.